# Thermocyclops schuurmanae
Thermocyclops schuurmanae is een eenoogkreeftjessoort uit de familie van de Cyclopidae. De wetenschappelijke naam van de soort is voor het eerst geldig gepubliceerd in 1928 door Kiefer.